# Pfarrkirche Igls

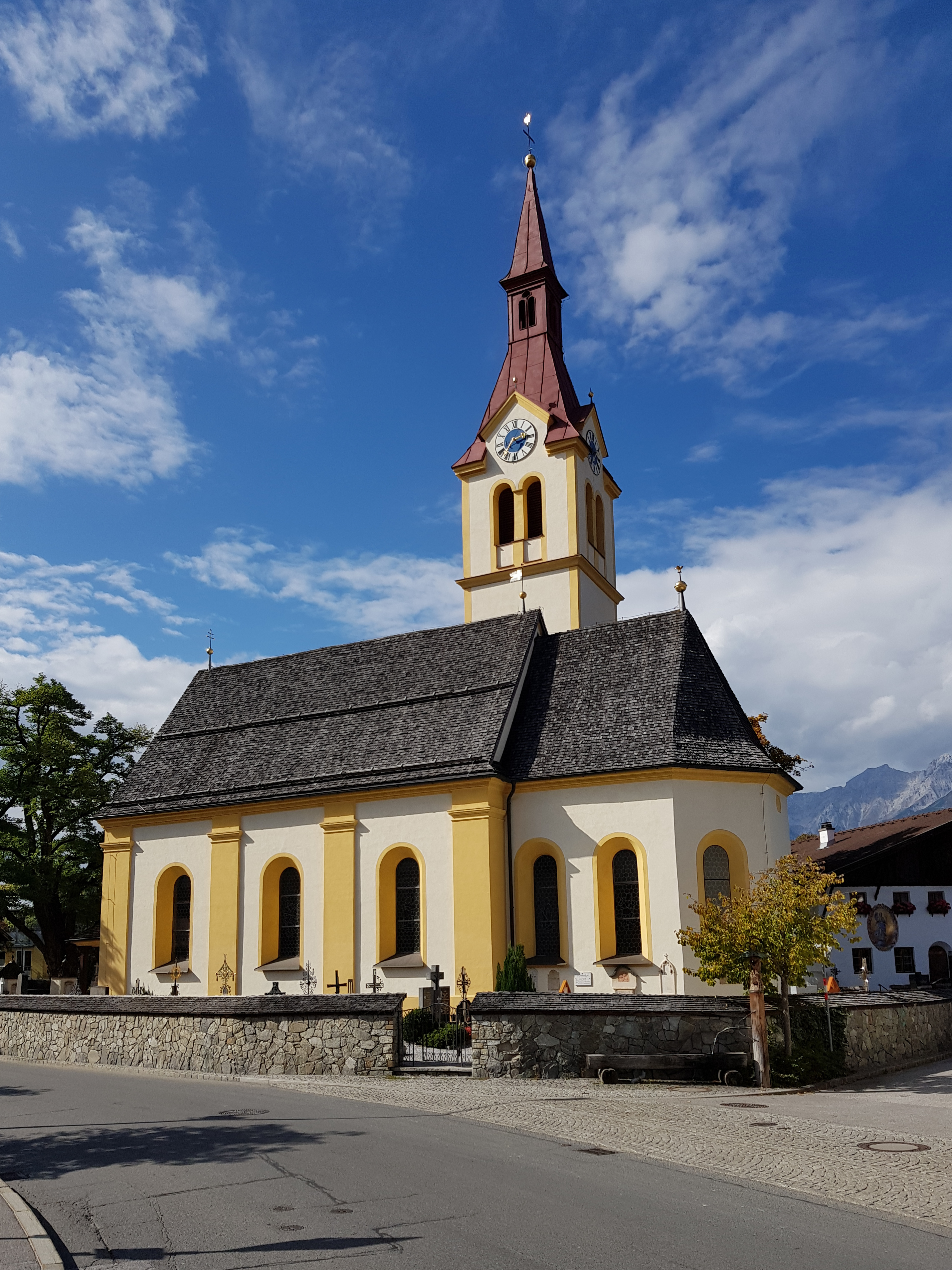
Katholische Pfarrkirche hl. Ägidius und Vierzehn Nothelfer in Igls

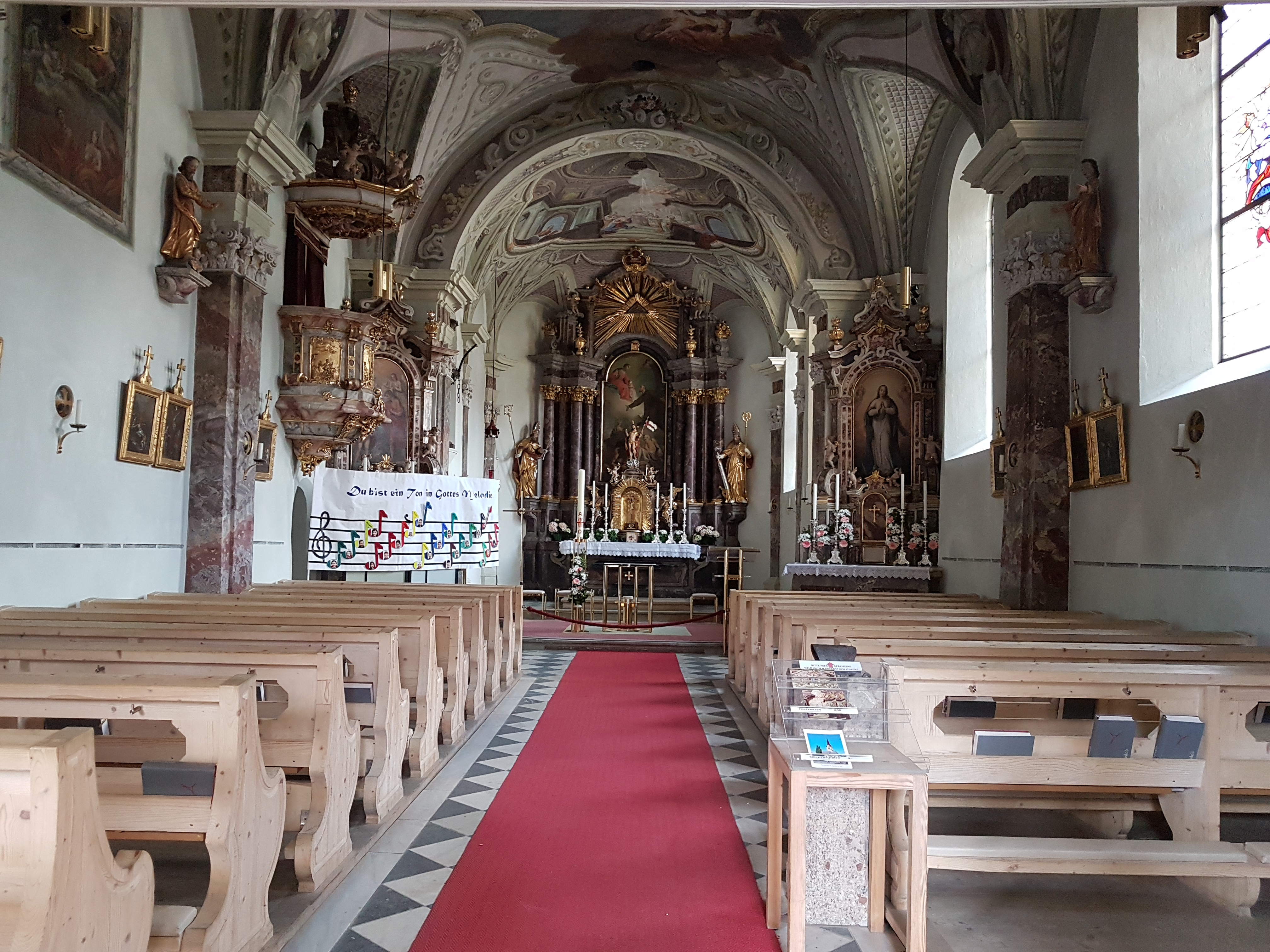
Langhaus, Blick zum Chor

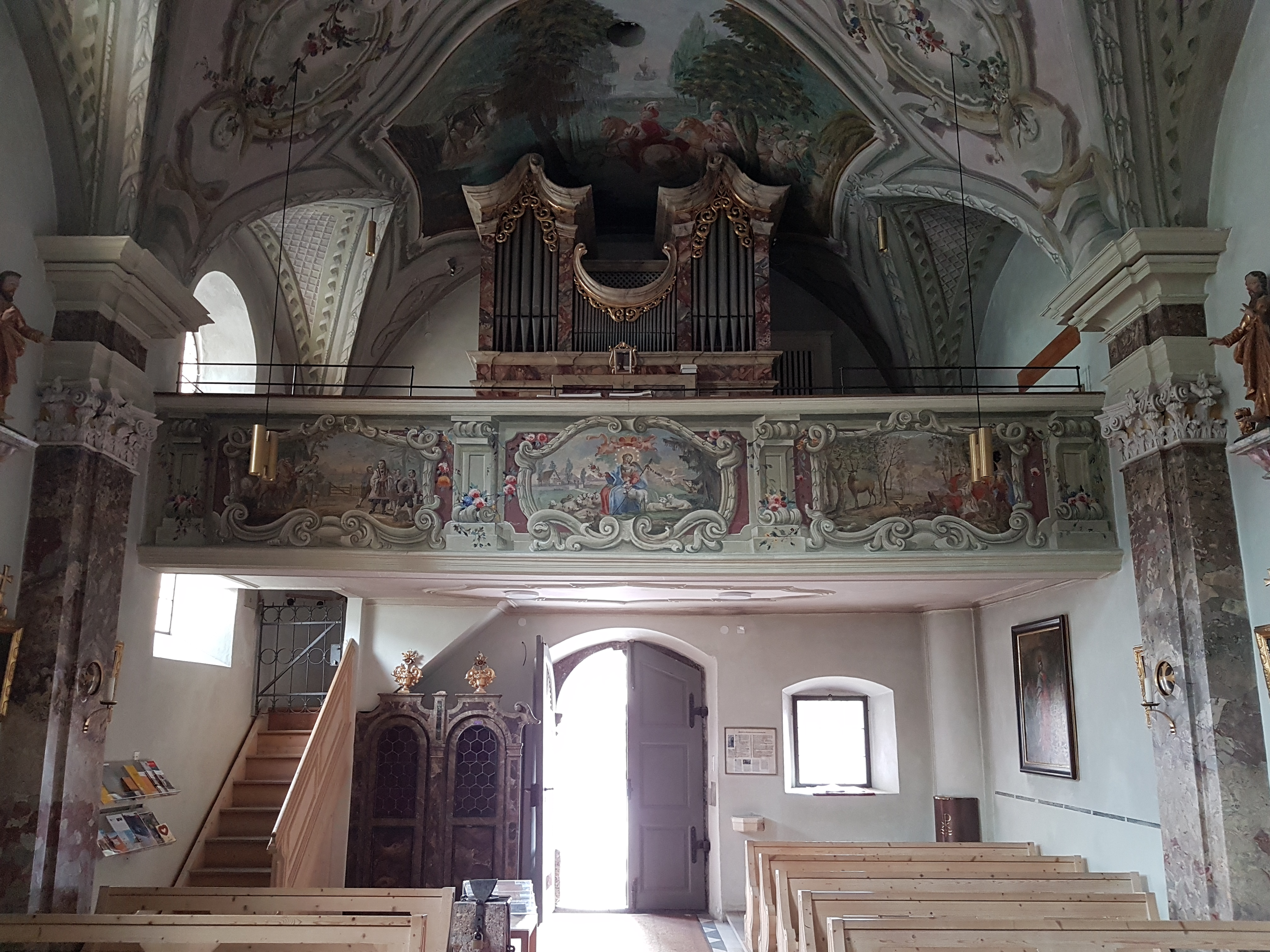
Langhaus, Blick zur Empore

Die römisch-katholische Pfarrkirche Igls steht im Stadtteil Igls der Stadtgemeinde Innsbruck im Bundesland Tirol. Die dem Patrozinium des hl. Ägidius und Vierzehn Nothelfer unterstellte Pfarrkirche gehört zum Dekanat Wilten-Land in der Diözese Innsbruck. Die Kirche und der Friedhof mit den Kapellen stehen unter Denkmalschutz (Listeneintrag).

## Geschichte
Urkundlich wurde 1286 eine Kirche genannt, die den hll. Ägidius und Alto geweiht war. In der zweiten Hälfte des 15. Jahrhunderts wurde die Kirche spätgotisch umgebaut und am 13. November 1479 dem hl. Ägidius geweiht. Die Barockisierung von 1700 bis 1705 wird Peter Riedl zugeschrieben. Dabei wurde das gotische Kirchenschiff abgetragen und in der heutigen Form neu aufgebaut. Die umgebaute Kirche wurde am 25. Mai 1705 vom Brixner Fürstbischof Kaspar Ignaz von Künigl zu Ehren des hl. Ägidius und der vierzehn Nothelfer geweiht. In der zweiten Hälfte des 18. Jahrhunderts wurden die Inneneinrichtung und die Fresken geschaffen. Beim großen Dorfbrand 1883 wurde auch die Kirche beschädigt. Der Turm brannte bis zur Glockenstube ab, die Glocken und auch das Kirchendach wurden vernichtet. Im Inneren wurde lediglich die Kanzel zerstört. Nach dem Brand wurde der Turmhelm in der heutigen Form erneuert. Die verrußten Deckengemälde mit Ausnahme des Langhausfreskos wurden übertüncht und die Innenausstattung wurde im Nazarenerstil verändert. Im Zuge der gründlichen Renovierung von 1960 bis 1968 wurde das Innere auf den Zustand von 1777 zurückgeführt. 1993 wurde die Kirche erneut innen, 1998 außen renoviert.
Igls gehörte ursprünglich zur Pfarre Patsch, die 1259 dem Stift Wilten inkorporiert wurde. 1808 wurde Igls mit Vill zu einer Kuratie zusammengefasst und 1891 zur gemeinsamen Pfarre Igls mit Vill erhoben. Die Pfarre wird nach wie vor durch Prämonstratenser aus Wilten betreut.

## Architektur

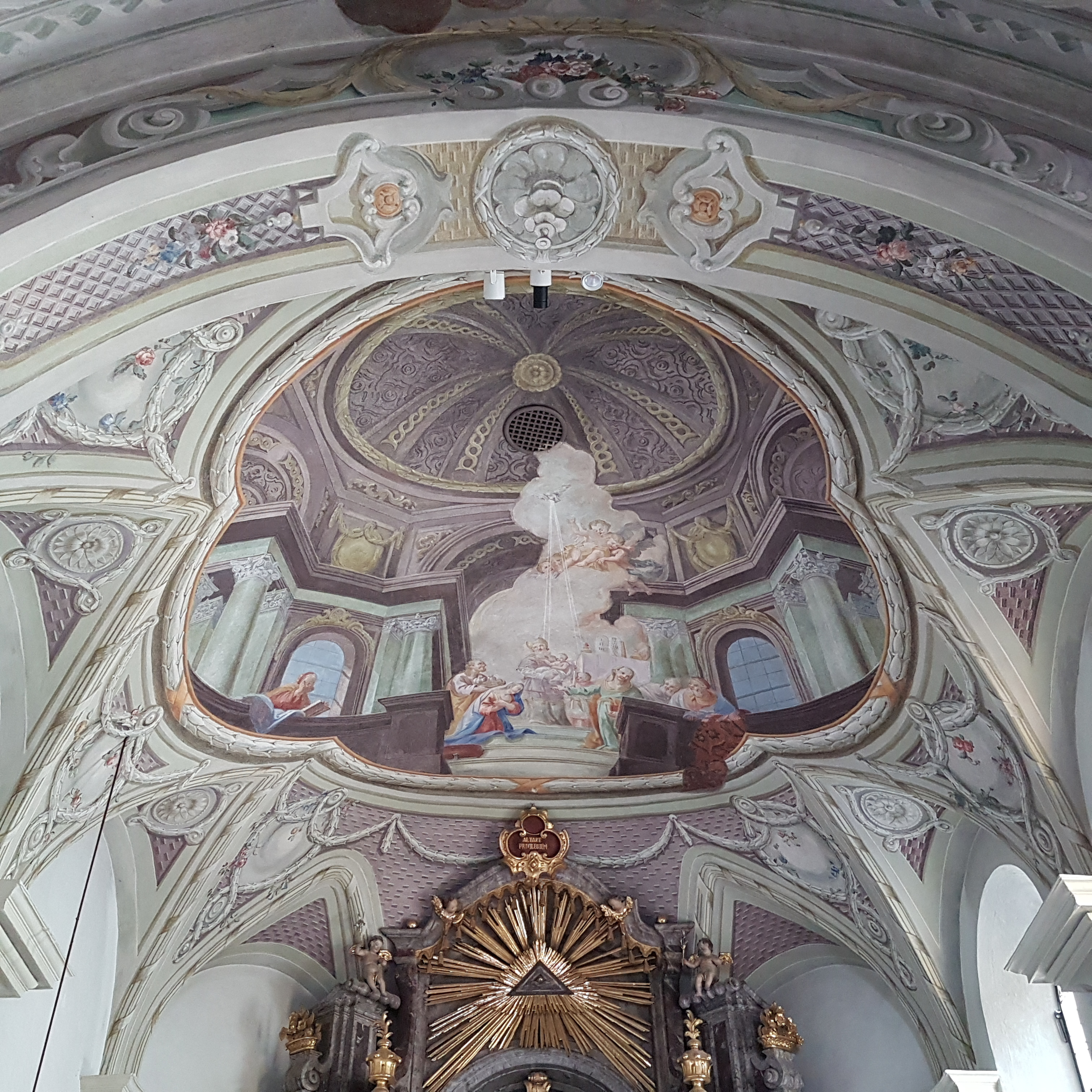
Chorgewölbe mit Fresko Darstellung Jesu im Tempel

Der einschiffige, im Kern gotische und barockisierte Kirchenbau hat einen Nordturm, der Turm trägt einen Spitzgiebelhelm mit Laterne. Das Kirchenäußere zeigt eine Pilastergliederung, die Westfront hat ein durchgezogenes Hauptgesims und ein Vordach, das rundbogige Westportal aus Haustein hat einen Sockel, Kämpfer und einen Volutenkeilstein, die seitlichen gotischen Fenster sind abgefast.
Das Kircheninnere zeigt ein zweijochiges Langhaus mit korinthischen Stuckmarmorpilastern. Der Triumphbogen ist rundbogig. Der einjochige Chor mit einem Fünfachtelschluss hat einfache Pilaster und ein Stichkappengewölbe.
Die 1777 fertiggestellten Fresken von Josef Schmutzer dem Jüngeren sind spätbarock und zeigen schon einen klassizistischen Einfluss. Das große Deckenfresko im Langhaus erstreckt sich über zwei Joche und zeigt die vierzehn Nothelfer mit dem hl. Ägidius im Zentrum vor der Dreifaltigkeit und der Immaculata in der himmlischen Glorie. Das Fresko im Altarraum zeigt die Darstellung Jesu im Tempel vor illusionistischer Architekturmalerei, es steht stilistisch Schmutzers Lehrer Josef Adam Mölk nahe. Das Fresko über der Orgelempore stellt die Legende aus dem Leben des hl. Ägidius dar, in der er dem Westgotenkönig Wamba begegnet, der durch eine Hirschkuh zu ihm geführt wurde.
Die Fresken an der Orgelempore stammen vermutlich ebenfalls von Josef Schmutzer. Inmitten üppiger Dekormalerei zeigen sie in der Mitte Maria als gute Hirtin, rechts den hl. Eustachius und links Rudolf von Habsburg, der einem Priester mit dem Allerheiligsten sein Pferd überlässt.

## Einrichtung

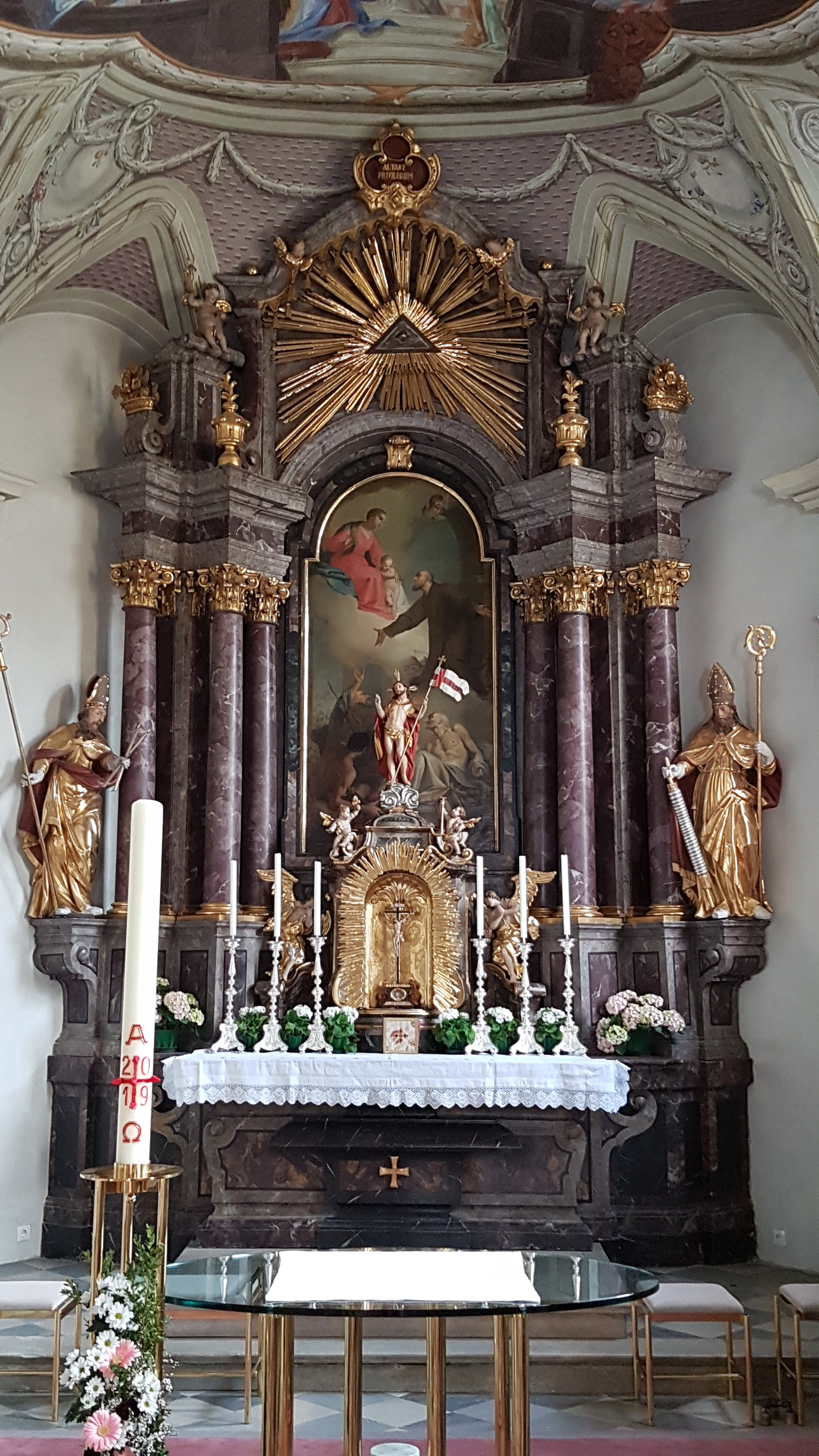
Hochaltar

Der Hochaltar als sechssäulige Ädikula stammt aus der zweiten Hälfte des 18. Jahrhunderts. Das Altarblatt zeigt den hl. Ägidius als Fürbitter der Elenden und Armen vor der Gottesmutter, es wurde von Johann Baptist Lampi dem Älteren 1781 geschaffen. Die seitlichen Figuren der hll. Blasius und Erasmus stammen aus derselben Zeit. Der spätbarocke Tabernakel wird von Engeln flankiert.
Die schräg vor die Pfeiler des Triumphbogens gestellten Seitenaltäre mit Ädikula-Aufbauten in Stucco-lustro-Technik stammen aus der Zeit um 1750. Das Altarbild des linken Seitenaltars von Josef Arnold dem Älteren aus der Mitte des 19. Jahrhunderts zeigt die Taufe Christi, das rechte Altarbild der Maria Immaculata ist eine Kopie eines Werkes von Leopold Kupelwieser.
Die beim Brand 1883 zerstörte Kanzel wurde durch eine Rokoko-Kanzel aus der 2. Hälfte des 18. Jahrhunderts aus der Pfarrkirche Natters ersetzt. Die Reliefs am Kanzelkorb stellen das Gleichnis vom Sämann, den reichen Fischfang und Jesus als Guten Hirten dar.
Auf Wandkonsolen im mittleren Langhausjoch stehen ausdrucksstarke Schnitzfiguren der vier Evangelisten aus der zweiten Hälfte des 16. Jahrhunderts, die stilistisch am Übergang von der Spätgotik zur Renaissance stehen. Sie wurden 1966 aufgrund einer privaten Schenkung aufgestellt. Die Statue des Ecce homo in einer Wandnische über der Sakristeitür stammt aus der zweiten Hälfte des 17. Jahrhunderts.
Die vier Fenster an der südlichen Langhaus- und Chorwand wurden 1946 von der Tiroler Glasmalerei und Mosaik Anstalt nach Entwürfen von Hans Andre ausgeführt. Sie zeigen die hll. Christophorus, Margareta, Ägidius und die Madonna auf der Mondsichel.
Die Orgel baute Franz (I.) Reinisch 1850, ein Umbau mit einer Erweiterung erfolgte durch Reinisch-Pirchner 1962. Eine Glocke nennt Johann Heinrich Wickrat 1695.